# Pocking

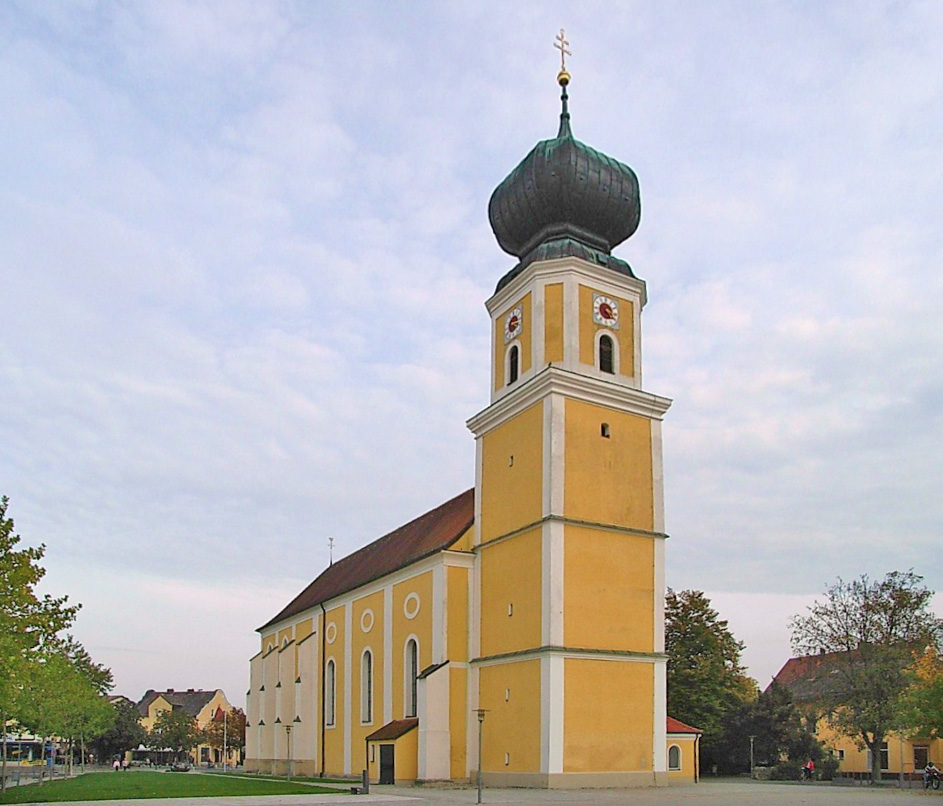
Pocking
(Biserica Romano-Catolică)

Pocking este un oraș din landul Bavaria, Germania.